# Mag Garden
Mag Garden (яп. マッグガーデン, Maggu Gāden) — японська видавнича компанія, яка спеціалізується на публікаціях, пов'язаних з манґою, а також займається розробкою аніме та живих адаптацій. Компанія була заснована 5 червня 2001 року Йошіхіро Хосакою разом з колишніми художниками манґи компанії Enix (нині Square Enix). 1 грудня 2007 року компанія об'єдналася з Production I.G, утворивши нову компанію IG Port, ставши однією з дочірніх компаній IG Port поряд з Signal.MD та Wit Studio.

## Історія
Компанію Mag Garden було засновано 5 червня 2001 року Йошіхіро Хосакою, який до свого звільнення працював редактором у Enix (нині Square Enix). Спочатку вона була спін-аут-компанією, що відокремилася від підрозділу видавництва манґи Enix, перш ніж компанія об'єдналася зі Square. Злиття Square та Enix призвело до повстання серед деяких співробітників художників манґи. Побоюючись, що їхню манґу припинять видавати, та втомившися від жорстокого ставлення, вони покинули Square Enix, щоб допомогти створити Mag Garden, де вони також продовжили б серіалізувати свої манґи. Створення Mag Garden та відхід колишніх художників манґи з Square Enix спричинили юридичні суперечки щодо авторських прав між двома компаніями. Юридична тяжба завершилася у березні 2003 року, і Square Enix погодилася внести 50% капіталу Mag Garden. Манґа, яка колись видавалася під Enix колишніми авторами, мусила продовжувати серіалізацію під новими назвами. 22 вересня 2003 року Mag Garden стала окремою, незалежною компанією та була допущена до ринку Токійської фондової біржі після того, як Square Enix продала всі свої акції, що залишилися.
4 липня 2007 року компанія оголосила про злиття з Production I.G, щоб створити нову компанію під назвою IG Port. Mag Garden підтримує стабільні стосунки з Production I.G, оскільки вони обидві співпрацювали над такими крос-медійними аніме/манґа-проектами, як Ghost Hound та Sisters of Wellber. Раніше Production I.G була акціонером №2 Mag Garden, оскільки володіла 15% її акцій. Злиття було завершено 1 грудня 2007 року, в результаті чого Mag Garden офіційно стала дочірньою компанією IG Port.
Серед художників манґи, які переїхали до Mag Garden, були Кодзуе Амано, Рін Асано, Маюмі Адзума, Нанае Хроно, Мояму Фуджіно, Макі Хакода, Сакура Кіношіта, Сатомі Кубо, Хіро Мацуба, Мінене Сакурано, Кадзуса Сайто, Кайлі Сорано, Сеючіро Тодоно, Сіро Тунасіма та Нацукі Йошімура.

## Журнали манґи
Активні
- Monthly Comic Avarus
- Monthly Comic Garden
- Eden
- Web Comic Beat's

Колишні
- Comic Blade Masamune
- Comic Blade Brownie
- Comic Blade Gunz
- Comic Blade Zebel
- Monthly Comic Blade